# Euros proprius
Euros proprius là một loài bướm đêm thuộc họ Noctuidae. It is found near streams in dry forests ở miền bắc Sierra Nevada ở California.
Chiều dài cánh trước là 9–10 mm.
Ấu trùng ăn Paeonia brownii.